# Estabilitat d'entrada a estat
L'estabilitat d'entrada a estat (amb acrònim anglès ISS) és una noció d'estabilitat àmpliament utilitzada per estudiar l'estabilitat de sistemes de control no lineals amb entrades externes. A grans trets, un sistema de control és ISS si és globalment asimptòticament estable en absència d'entrades externes i si les seves trajectòries estan limitades per una funció de la mida de l'entrada per a tots els temps prou grans. La importància de l'ISS es deu al fet que el concepte ha superat la bretxa entre els mètodes d'entrada-sortida i d'espai d'estats, àmpliament utilitzats a la comunitat de sistemes de control.
ISS va unificar les teories de Lyapunov i d'estabilitat d'entrada-sortida i va revolucionar la nostra visió sobre l'estabilització de sistemes no lineals, el disseny d'observadors no lineals robusts, l'estabilitat de sistemes de control interconnectats no lineals, la teoria de detectabilitat no lineal i el control adaptatiu de supervisió. Això va convertir l'ISS en el paradigma d'estabilitat dominant en la teoria del control no lineal, amb aplicacions tan diverses com la robòtica, la mecatrònica, la biologia de sistemes, l'enginyeria elèctrica i aeroespacial, per citar-ne algunes.
La noció d'ISS va ser introduïda per a sistemes descrits per equacions diferencials ordinàries per Eduardo Sontag el 1989.
Des d'aleshores, el concepte es va utilitzar amb èxit per a moltes altres classes de sistemes de control, inclosos sistemes governats per equacions diferencials parcials, sistemes retardats, sistemes híbrids, etc.
Definició

Considereu un sistema invariant en el temps d'equacions diferencials ordinàries de la forma

| {\displaystyle {\dot {x}}=f(x,u),\ x(t)\in \mathbb {R} ^{n},} | \| \| \| \| \| \| \| \| | (1) |
|                                                               |                         |     |
|                                                               |                         |     |
on {\displaystyle u:\mathbb {R} _{+}\to \mathbb {R} ^{m}} és una entrada externa i essencialment limitada mesurable de Lebesgue {\displaystyle f} és una funció contínua de Lipschitz respecte al primer argument uniformement respecte al segon. Això assegura que existeix una solució única absolutament contínua del sistema (1).
Per definir ISS i propietats relacionades, utilitzem les següents classes de funcions de comparació. Denotem per {\displaystyle {\mathcal {K}}} el conjunt de funcions de creixement continu {\displaystyle \gamma :\mathbb {R} _{+}\to \mathbb {R} _{+}} amb {\displaystyle \gamma (0)=0} i {\displaystyle {\mathcal {L}}} el conjunt de funcions contínues estrictament decreixents {\displaystyle \gamma :\mathbb {R} _{+}\to \mathbb {R} _{+}} amb {\displaystyle \lim _{r\to \infty }\gamma (r)=0} . Llavors podem denotar {\displaystyle \beta \in {\mathcal {K}}{\mathcal {L}}} com a funcions on {\displaystyle \beta (\cdot ,t)\in {\mathcal {K}}} per a tot {\displaystyle t\geq 0} i {\displaystyle \beta (r,\cdot )\in {\mathcal {L}}} per a tot {\displaystyle r>0} .

El sistema (1) s'anomena globalment asimptòticament estable a zero (0-GAS) si el sistema corresponent amb entrada zero

| {\displaystyle {\dot {x}}=f(x,0),\ x(t)\in \mathbb {R} ^{n},} | \| \| \| \| \| \| \| \| | (SenseEntrades) |
|                                                               |                         |                 |
|                                                               |                         |                 |
és globalment asimptòticament estable, és a dir, existeix {\displaystyle \beta \in {\mathcal {K}}{\mathcal {L}}} de manera que per a tots els valors inicials {\displaystyle x_{0}} i tots els temps {\displaystyle t\geq 0} l'estimació següent és vàlida per a solucions de (SenseEntrades)
El sistema (1) s'anomena estable d'entrada a estat (ISS) si hi ha funcions {\displaystyle \gamma \in {\mathcal {K}}} i {\displaystyle \beta \in {\mathcal {K}}{\mathcal {L}}} de manera que per a tots els valors inicials {\displaystyle x_{0}}, totes les entrades admissibles {\displaystyle u} i tots els temps {\displaystyle t\geq 0}.
És evident que un sistema ISS és estable 0-GAS i BIBO (si posem la sortida igual a l'estat del sistema). La implicació inversa en general no és certa.